# ストロング (DD-467)
ストロング (USS Strong, DD-467) はアメリカ海軍の駆逐艦。フレッチャー級。モービル湾の海戦で有名となったジェームズ・ホーカー・ストロング少将にちなんで命名された最初の艦である。

## 艦歴
「ストロング」は1941年4月30日にメイン州バスのバス鉄工所で起工。1942年5月17日にホバート・オルソン夫人によって命名・進水し、8月7日に艦長ジョセフ・H・ウェリングス中佐の指揮下就役した。
「ストロング」は10月15日にプエルトリコのサンフアンへ向かう船団とともに出港し、27日にノーフォークに戻った。その二日後、「ストロング」はニューヨークへと向かった。11月13日、「ストロング」は北アフリカ行きのUGS-2船団とともに出港。11月29日にカサブランカに到着し、GUF-2船団とともにニューヨークに戻った。その後ノーフォークに移動。
1942年12月27日に「ストロング」は出港し、パナマ運河を通過してボラボラ島で給油後、1943年1月27日にヌーメアに到着。それから二日間船団の護衛を行った。2月1日、「ストロング」と駆逐艦「コニー」はエスピリトゥサント島行き船団を護衛。2月5日にそこからソロモン諸島へ向かい、13日までガダルカナル島沖を哨戒した後、巡洋艦4隻および駆逐艦からなる第67任務部隊に加わった。
任務部隊は翌月の大半をソロモン諸島やその周辺での哨戒に費やした。3月14日、「ストロング」と駆逐艦「ニコラス」、「ラドフォード」、「テイラー」はコロンバンガラ島砲撃に派遣され、3月16日にVila Stanmore Plantationを砲撃した。それから部隊はソロモン諸島の哨戒に戻った。4月5日未明、軽巡洋艦3隻などとともにサンタイサベル島へ向かう日本駆逐艦捕捉に向かうところで「ストロング」と駆逐艦「オバノン」のレーダーが6300メートルの距離に反応を捕らえた。それは日本の潜水艦「呂34」であり、調査に向かった「オバノン」により沈められた。
5月7日に機雷敷設艦によりブラケット海峡への機雷敷設が行われ、日本軍による妨害阻止などを目的に「ストロング」を含む艦隊（軽巡洋艦3、駆逐艦4）も出撃した。このとき敷設された機雷で5月8日に駆逐艦「黒潮」が沈没、「親潮」と「陽炎」が損傷し、損傷した2隻はその後の空襲で沈んだ。
5月12から13日の夜、「ストロング」と任務部隊はコロンバンガラ島、Enogai Inlet、ライス泊地を砲撃した。それから「ストロング」はガダルカナル島沖での護衛や哨戒を開始した。
7月5日朝、アメリカ軍はライス泊地に上陸した。「ストロング」と第18任務部隊は上陸支援としてビラ・スタンモーアやEnogai、バイロコを砲撃した。「ストロング」と駆逐艦「ニコラス」はバイロコ港内に入り0時30分から0時40分まで砲撃を行った。9分後、「ストロング」の砲術長が魚雷の航跡を発見。彼がそれを艦橋に知らせる前に魚雷は左舷艦尾に命中した。駆逐艦「シャヴァリア」が「ストロング」の艦首に故意に衝突し、約7分間で241名を移乗させた。Enogaiの日本軍が「ストロング」などを発見して14センチ砲の砲撃で「ストロング」に3発命中させたため、「シュヴァリエ」は被弾を避けるため救助活動をやめた。「ストロング」は右舷に傾斜し沈没。搭載爆雷が爆発し更なる死傷者を生んだ。46名が戦死。
1943年7月15日除籍。

### 残骸の発見
2019年2月、調査船「ペトレル」がクラ湾の水深300メートルの海底に「ストロング」の残骸を発見し、バラバラになった船体の画像と映像を公表した。

## 参照
1. ↑  日本潜水艦戦史、474-475ページ
2. ↑  日本潜水艦戦史、475-476ページ
3. ↑  Breaking the Bismarcks Barrier, pp. 112-114
4. ↑  日本水雷戦史、311-313ページ
5. ↑  #木俣戦艦p.268,271
6. ↑  #木俣水雷p.320
7. ↑  “Lost in 1943, the USS Strong is found again by Paul Allen’s Petrel research vesse”. Geekwire.   Geekwire. 2019年3月7日閲覧。

- この記事はアメリカ合衆国政府の著作物であるDictionary of American Naval Fighting Shipsに由来する文章を含んでいます。 記事はここで閲覧できます。